# Rock ’N’ Roll (album)
A Rock 'N' Roll a Junkies első albuma (1994). Ez az album még csak kazettán jelent meg. Az Alkoholt, és a Csak a R'N'R támaszthat fel később más albumukra is feltették. Az album után a Junkies akkori énekese, Csordás Tibor kilépett az együttesből, helyére Szekeres András került. A Junkies történetét igazából ezen változás óta számítjuk, az összes komolyabb sikerüket Szekeressel érték el.

## Számlista
- Riot Town (2:15)

- Szállj ki b.b. (2:55)

- Törj ki (4:22)

- Míg néztél engem (3:56) (Eredeti: Michael Monroe - While You Were Looking At Me)

- Ha akarom megteszed (3:29)

- Alkohol (3.15)

- Csak a R'N'R támaszthat fel (4:08)

- Pokoli éjjel (3:40)

- Hétvégi motorozás (3:04)

- Nekem így volt jó (4:22) (Eredeti: Michael Monroe - Dead, Jail or Rock N' Roll)

- Good bye (3:35)

## Ekkori tagok
- Csordás Tibor: ének
- Barbaró Attila: gitár
- Somogyi Csaba gitár
- Riki Church basszusgitár